# Проєкт Конституції Галицької Держави
Проєкт Конституції Галицької Держави — пам'ятка української політично-правової думки початку 20 ст. Обрана у жовтні 1918 як політичне представництво українського народу в Австро-Угорщині Українська національна рада (УНРада; див. Українська національна рада ЗУНР) проголосила Галичину, Буковину Північну та Закарпатську Україну складовими цілісної української держави й постановила розробити її конституцію. На пропозицію УНРади визначити загальні засади новопосталої держави та її устрій С.Дністрянський підготував документ «Устрій Галицької Держави. Перший проєкт тимчасових основних законів, виготовлений у віденському парламенті проф. С.Дністрянським 1918 р. для покликання у життя Галицької Держави». Проєкт містить 2 розділи:

- Основні закони (з підрозділами: «Галицька Держава», «Само-означення народів», «Свобода», «Рівність», «Народна влада»);
- Народний устрій (з підрозділами: «А. Народна рада», «Б. Старшина Народної ради», «В. Народна управа»).

У проєкті вказувалося, що «Галицька Держава обіймає усі злучені землі, поселені споконвіку українським народом у межах дотеперішньої Австро-Угорської монархії». В основу державності закладалося право українського народу на самовизначення. Польському, єврейському та німецькому населенню гарантувалася «народна самоуправа». Державними мовами пропонувалося визнати українську, польську та німецьку, а українську водночас визнати «внутрішньою урядовою мовою». У проєкті передбачалося широке коло конституційних прав і свобод, першим з яких було названо «право плекати свою народність і мову». Декларувалися свобода віри, науки, думки, преси, свобода зібрань і організації товариств, безпечних для держави, свобода зміни місця проживання, право внесення прохань або скарг, а також поштова і телеграфна таємниця.

## Народна рада і Народна управа
На чолі держави мала стояти Народна рада, тобто обрана у жовтні 1918 Українська національна рада під трохи зміненою назвою. Передбачалося, що вона розширить свій склад шляхом представників Угорської (Закарпатської) України та делегатів від національних меншин Галицької Держави. Народна рада мала обрати провідника, двох його заступників та держ. секретаря, а також старшину (президію) з 9 осіб і виконавчий орган з урядовими функціями — Народну управу. Зазначалося, що провідник ради є водночас провідником Галицької Держави. На Народну раду покладалося здійснення законодавчої влади, а її старшина розглядалась як орган для «верховних постанов та верховного нагляду». Народна управа як «начальний виконувач орган держави» мала складатися з окремих управ: внутрішньої, «заграничної», військової, культурної, «оборотової», судової на чолі з начальниками, які призначалися Народною радою. Громадам надавалася повна автономія у вирішенні місц. справ. Водночас скасовувалася «різниця між самостійним та відпорученим кругом ділання громади». Вибори громад. рад повинні були проводитися на основі заг., рівного, прямого і таємного голосування.
У конституційному проєкті передбачалося видання окремих законів про відповідальність посадових осіб, про скасування обмежень у праві на полювання та риболовлю, про тимчасове збереження чинності австрійс. законів та ін.

## Листопадовий чин
Ідея мирного конституційного переходу Галичини, Пн. Буковини та Закарпаття від Австро-Угорщини до Галицької Держави, отримання «законної свободи» виявилася нездійсненною. Тому 1 листопада 1918 владу Української національної ради було встановлено збройним шляхом (див. Листопадова національно-демократична революція в Галичині 1918), а 9 листопада 1918 новоутворена держава отримала назву Західноукраїнська Народна Республіка. Роль «малої конституції» у ній виконував «Тимчасовий основний закон про державну самостійність українських земель бувшої австро-угорської монархії» від 13 листопада 1918 (див. Конституція Західноукраїнської Народної Республіки).